# Pianosonate nr. 18 (Beethoven)
Pianosonate nr. 18 in Es majeur, op. 31 nr. 3, is een pianosonate van Ludwig van Beethoven. Hij componeerde het stuk van circa 21 minuten gedurende 1801 en 1802.

## Onderdelen
De sonate bestaat uit vier delen:
- I Allegro
- II Scherzo: allegretto vivace
- III Menuetto: Moderato e grazioso
- IV Presto con fuoco

### Allegro
Dit is het eerste deel van de sonate. Het stuk heeft een 3/4 maat en staat in Es majeur. Een standaard uitvoering van het stuk duurt circa 6 minuten.

### Scherzo: allegretto vivace
Dit is het tweede deel van de sonate. Het deel heeft een sonatevorm en een 2/4 maat, terwijl dit een 3/4 maat hoort te zijn. De melodie wordt gespeeld door de rechterhand, terwijl de linkerhand staccato begeleidt. Het stuk staat in As majeur en duurt circa 5 minuten.

### Menuetto: moderato e grazioso
Dit is het derde deel van de sonate. Het is het meest serieuze stuk van de sonate. Het heeft een 3/4 maat, een standaard uitvoering duurt ongeveer 5 minuten. Zowel het minuet als het trio staan in Es majeur

### Presto con fuoco
Dit is het vierde en laatste deel van de sonate. Dit deel is krachtig stuk met veel achtste noten in de linkerhand. Het stuk heeft een 6/8 maat en staat in Es majeur. Het duurt ongeveer 5 minuten.